# McLaren GT
El McLaren GT es un automóvil deportivo diseñado y producido por el fabricante de automóviles británico McLaren Automotive. Es el primer gran turismo dedicado de la compañía y se basa en la misma plataforma que sustenta el 720S, con la adición de una cubierta trasera de fibra de carbono para albergar una puerta trasera acristalada que crea una capacidad de almacenamiento significativamente mayor.
El GT se anunció por primera vez en el Salón del Automóvil de Ginebra de 2019, pero los detalles completos del automóvil no se dieron a conocer hasta el 15 de mayo del mismo año.

## Diseño

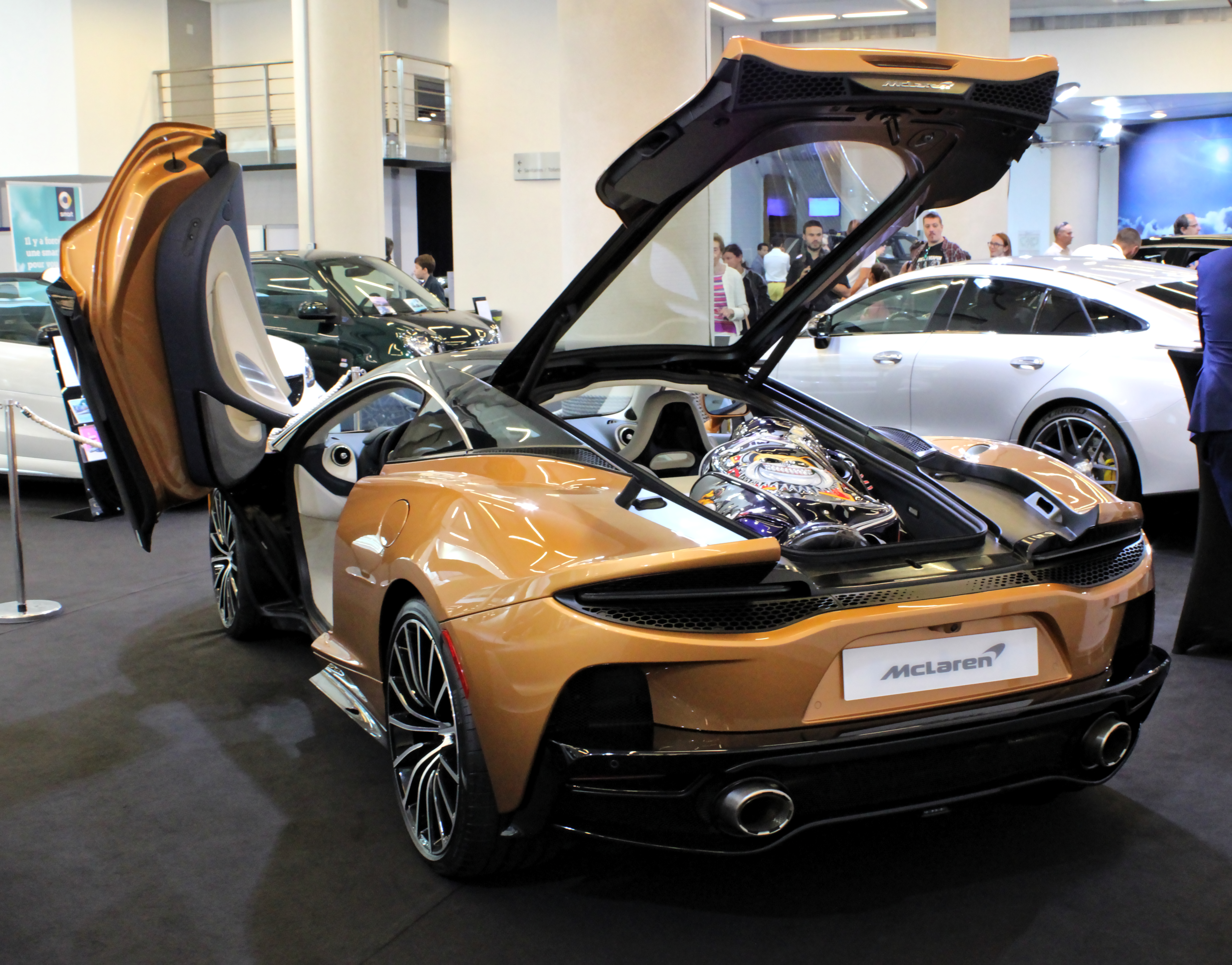
Vista trasera

Con una configuración de dos puertas y una disposición interior de 2 plazas, se pretende encontrar un coche agradable de conducir y con confort para que los ocupantes acumulen kilómetros de viaje.
El McLaren GT es un deportivo que, pese a su apariencia de superdeportivo y su arquitectura de motor central, está pensado para competir con otros Gran Turismo tipo: el Bentley Continental GT, el Aston Martin DB11 o el Ferrari GTC4Lusso T.
Con casi 4,7 metros (185 plg) de longitud, el McLaren GT cuenta con dos espacios de carga: uno en la parte trasera y un maletero delantero que permite transportar hasta un equivalente a 570 litros (150,6 galAm) de espacio de carga. El peso total del conjunto es de 1530 kg (3373 lb). Su imagen recuerda inevitablemente a la del McLaren Speedtail, en este caso lo que sería una configuración corta, pero con las mismas formas aerodinámicas y el habitáculo acristalado.
Tanto las puertas como la estructura del chasis (monocasco de fibra de carbono que la marca ha bautizado como MonoCell II-T) han sido conformadas con el objetivo de ser lo más prácticas y confortables posibles, mientras que la altura respecto al suelo de 110 mm (4,3 plg), 130 mm (5,1 plg) en el caso de montar el sistema de elevación, unas cifras que aseguran que sea lo más cómodo posible a la hora de hacer una circulación por carretera, sortear badenes o circular por carreteras muy bacheadas.

## Especificaciones

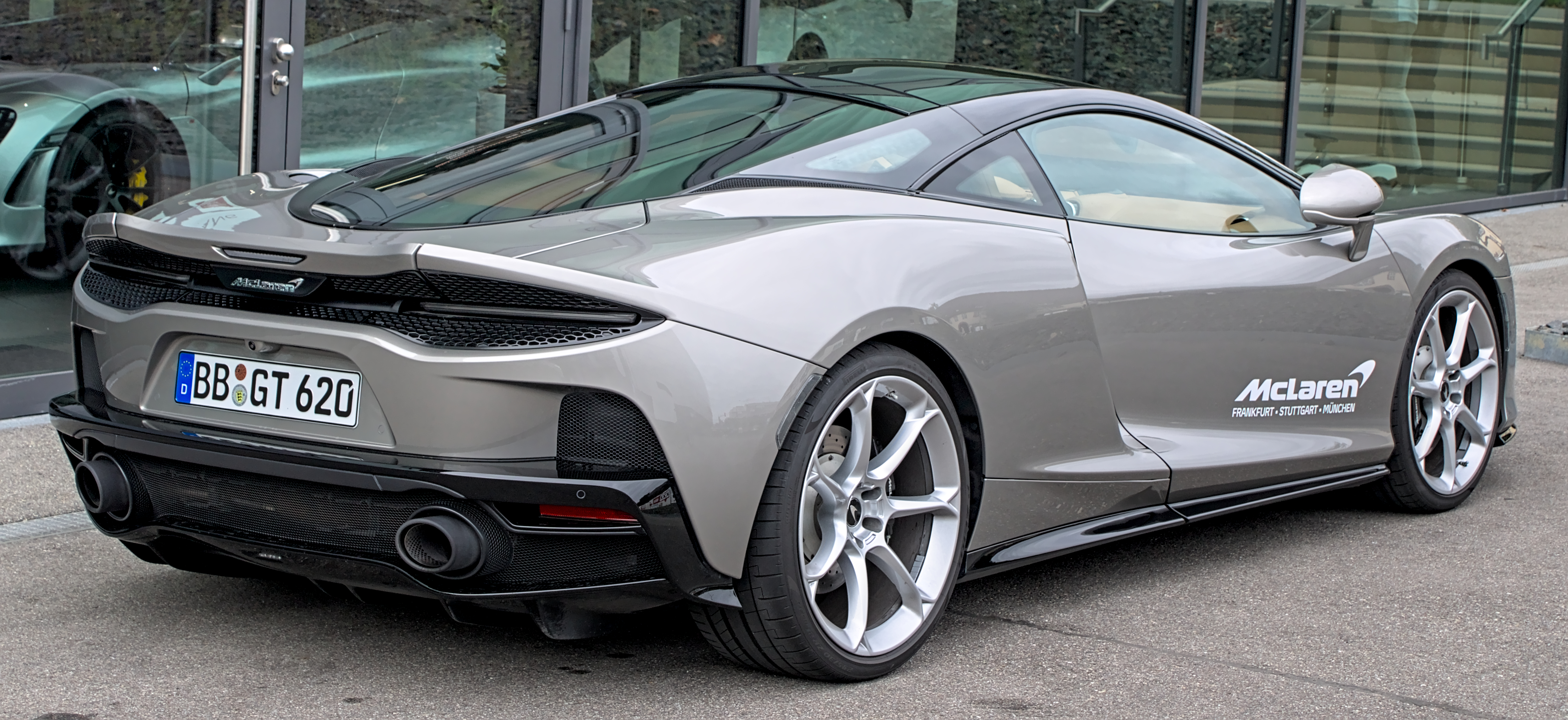
Vista exterior de un modelo plateado de McLaren GTxterior

### Motor
El GT presenta una nueva variación del motor V8 M840T biturbo de 3994 cm³ (4 L; 243,7 plg³) que también se encuentra en el 720S. Con un nuevo nombre en clave dedicado de M840TE. El nuevo motor tiene turbocompresores más pequeños, que ofrecen un rendimiento máximo más bajo que su variante Super Series, pero un mayor rendimiento y capacidad de respuesta a bajas revoluciones. El GT tiene una potencia de salida nominal de 620 CV (612 HP; 456 kW) a las 7.000 rpm y un par máximo de 465 lb·pie (630 N·m) a las 5.500 a 6.500 rpm.

### Suspensión
El sistema de suspensión en el GT también se deriva del sistema en el 720S. El automóvil utiliza doble horquilla en los ejes delantero y trasero, y una versión modificada del sistema de amortiguación activa ProActive Chassis Control II, llamado Control de amortiguación proactiva.

### Desempeño
La compañía afirma que el GT tiene una velocidad máxima de 203 mph (327 km/h) y puede acelerar de 0–60 mph (97 km/h) en 3.1 segundos; y 0–200 km/h (124 mph) en 9 segundos.
Su consumo medio es de 11,9 L/100 km (8,4 km/L; 19,8 mpgAm), según la normativa WLTP. Como opcional, McLaren ofrece la opción de equiparlo con un escape deportivo.
El depósito de combustible tiene una capacidad de 72 L (19,0 galAm), mientras que sus emisiones de CO2 son de 245 g (8,6 oz)/km.

## Interior

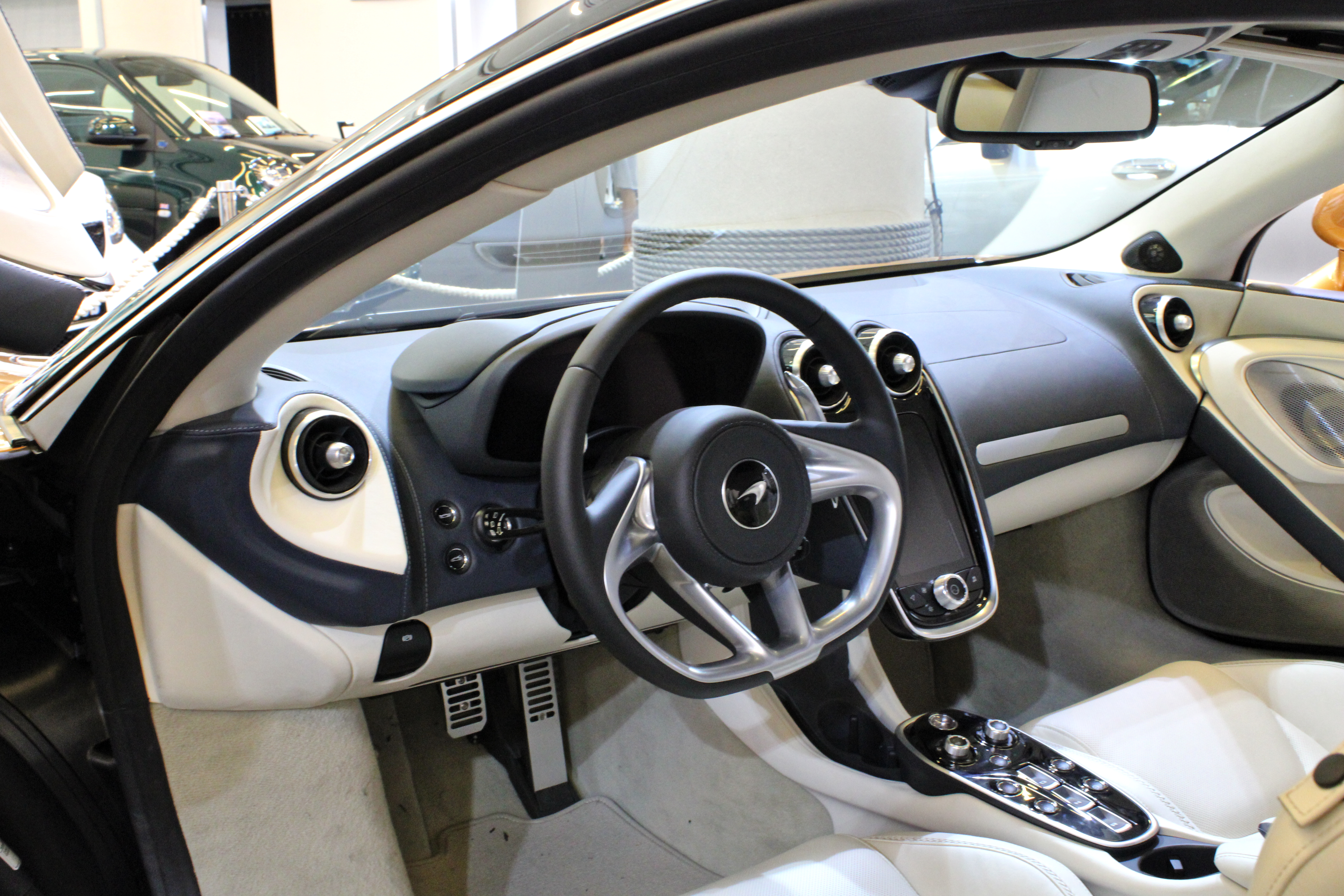
Habitáculo interior

El McLaren GT cuenta con 150 litros (39,6 galAm) de espacio de almacenamiento en la parte delantera y 420 litros (111 galAm) en la parte trasera, con capacidad para un conjunto completo de palos de golf.
El cuero de Napa es una tapicería estándar, pero el conductor también puede elegir entre una piel más suave hecha por Bridge of Weir en Escocia o en el futuro, de  Cachemira. Los nuevos asientos confort han aumentado el acolchado de los hombros y el respaldo, con ajuste eléctrico y calefacción de serie en los modelos Pioneer (interior negro o burdeos en Alcantara y piel) y Luxe. Una pantalla táctil de 7 pulgadas (17,8 cm) montada en el centro, que controla un sistema de infoentretenimiento renovado y se complementa con una pantalla de información del conductor de 12,3 pulgadas (31,2 cm), que cambia de diseño dependiendo si se selecciona el modo Confort, Deportivo o Pista.  Además se puede equipar un sistema de sonido Bowers & Wilkins de 12 altavoces.